# Pęseta anatomiczna

Szczypczyki anatomiczne (przykład).

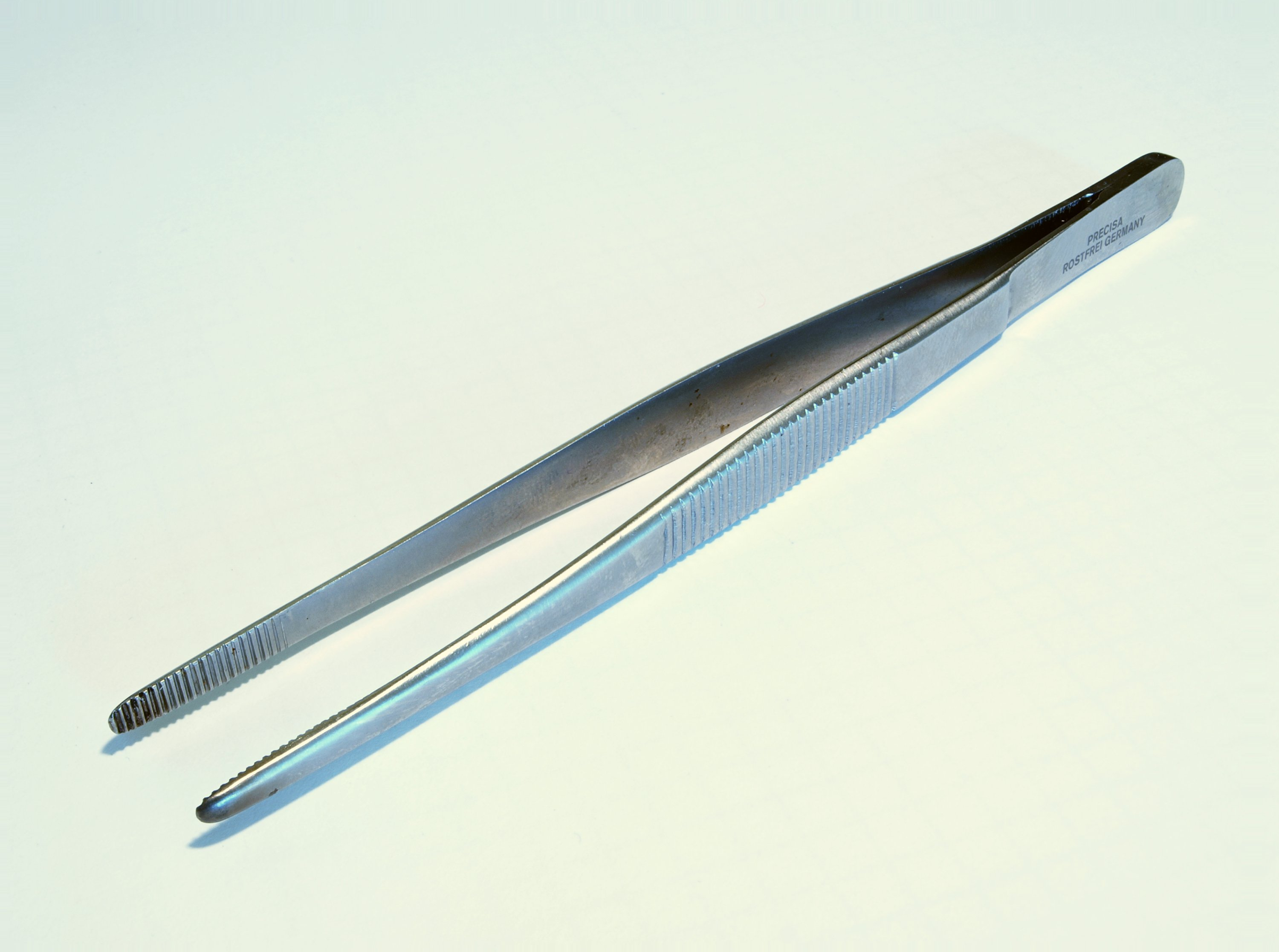
Standardowa pinceta anatomiczna prosta

Pęseta anatomiczna, pinceta anatomiczna, szczypczyki anatomiczne – instrument chirurgiczny zakończony w części chwytnej delikatnymi poprzecznymi rowkami, które mają za zadanie zapobiegać wysuwaniu się trzymanych struktur podczas delikatnego trzymywania narządów przy ich zszywaniu lub oglądaniu. Dwie powierzchnie służą do chwytania poprzez ściśnięcie uchwytów. W spoczynku końce są lekko rozchylone. Może być prosta lub z wygiętym przodem i jest produkowana w różnych długościach.